# Шумахер, Эрнст (театровед)
Эрнст Шумахер (нем. Ernst Schumacher; 12 сентября 1921, Уршпринг, Бавария — 7 июня 2012, Шверин, Бранденбург) — немецкий театровед, театральный и литературный критик. Доктор философии (1965).

## Биография
Эрнст Шумахер родился в Баварии в небогатой крестьянской семье. Благодаря финансовой поддержке своего дяди, священника, в 1940 году окончил гимназию в Кемптене и в том же году был призван в армию. В 1943 году, после тяжёлого ранения на Восточном фронте, Шумахер был демобилизован и поступил в Мюнхенский университет, где изучал германистику и театроведение.
В послевоенные годы Шумахер работал в основном в качестве журналиста в Мюнхене, издавал антифашистский журнал «Энде унд анфанг» (Ende und Anfang); после вступления в 1949 году в КПГ стал баварским корреспондентом восточногерманского «Немецкого радио»; в 1954—1962 годах был редактором мюнхенской газеты «Дойче вохе» (Die Deutsche Woche).
Во времена Третьего рейха, когда имя Бертольта Брехта в Германии сохранялось в памяти лишь немногих, по словам Ильи Фрадкина, как некая изустная легенда, Шумахер тем не менее смог познакомиться с его произведениями 20-х годов, и уже в студенческие годы творчество Брехта стало основной темой его исследований. Установив личный контакт с драматургом после его возвращения в Германию и получив от него необходимые материалы, Шумахер написал диссертацию на тему «Драматургические опыты Бертольта Брехта, 1918—1933» (Die dramatischen Versuche Bertolt Brechts 1918—1933). Однако в Мюнхене тема диссертации не вызвала интереса, и Шумахер в 1953 году защитил её в Лейпцигском университете, у Ганса Майера, получив кандидатскую степень. Опубликованная два года спустя, эта диссертация положила начало научному брехтоведению.
В 1956 году КПГ в Западной Германии была запрещена, и в 1962 году Шумахер, опасаясь преследований, переселился в ГДР. В 1965 году он защитил в Лейпцигском университете докторскую диссертацию на тему «Драма и история. „Жизнь Галилея“ Б. Брехта и другие пьесы» (Drama und Geschichte. B. Brechts «Leben des Galilei» und andere Stücke) и с 1966 года был профессором Института театроведения Берлинского университета им. Гумбольдта, где преподавал теорию исполнительских искусств. С 1971 года Шумахер был членом Академии искусств ГДР, президентом национальной секции Международной ассоциации театральных критиков, а с 1981 года — и почётным вице-президентом Ассоциации.

## Награды и премии
- Национальная премия ГДР в области науки и техники (1986)[3][5]
- Премия им. Гёте (1971)[3]
- Премия им. Лессинга (1976)[3]
- Орден Заслуг перед Отечеством (Vaterländischer Verdienstorden, 1981)[3]

## Сочинения
- «Театр времени — время театра» (Theater der Zeit — Zeit des Theaters, 1960)
- «Случай Галилея. Драма науки» (Der Fall Galilei. Das Drama der Wissenschaft, 1964)
- «Драма и история. „Жизнь Галилея“ Б. Брехта и другие пьесы» (Drama und Geschichte. B. Brechts «Leben des Galilei» und andere Stücke, 1965)
- «Брехт. Театр и общество в XX веке» (1973)
- «Критические статьи о Брехте» (Brecht-Kritiken, 1976)
- «Жизнь Брехта в слове и изображении» (в соавторстве с Ренатой Шумахер, 1978)
- «Жизнь Брехта» (Leben Brechts, 1984)
- «Мой Брехт. Воспоминания 1943—1956» (Mein Brecht. Erinnerungen 1943-56, 2006)
- «Баварский коммунист в раздвоенной Германии. Записи исследователя Брехта и театрального критика в ГДР 1945—1991» (Ein bayerischer Kommunist im doppelten Deutschland. Aufzeichnungen des Brechtforschers und Theaterkritikers in der DDR 1945—1991, 2007)
- «Кто разделил Германию?» (Wer hat Deutschland geteilt? 2008)